# Лівобережжя (заповідне урочище)
Лівобере́жжя  — заповідне урочище місцевого значення в Україні. Розташоване в межах Первомайського району Миколаївської області, між селами Мигія і Куріпчине. 
Площа 226 га. Статус присвоєно згідно з рішенням № 448 від 23.10.1984 року. Перебуває у віданні ДП «Врадіївське лісове господарство» (Лисогірське лісництво). 
Статус присвоєно для збереження лісо-степового природного комплексу на лівобережжі річки Південний Буг. Ліс зростає на схилах балки і на березі Південного Бугу. Є виходи на денну поверхню гранітів у вигляді мальовничих скель. 
Заповідне урочище «Лівобережжя» входить до складу національного природного парку «Бузький Гард».